# Nașul (film)
Nașul (în engleză The Godfather) este un film american din 1972, în regia lui Francis Ford Coppola. Este o adaptare după romanul lui Mario Puzo, Nașul. Acțiunea filmului se petrece în jurul anilor '40-'50 și prezintă viața fictivă a familiei mafiote Corleone. Distribuția filmului este impresionantă: Marlon Brando, Al Pacino, James Caan, Robert Duvall, Diane Keaton. Filmul cu o paletă limitată de culori și umbre, utilizând o acțiune continuă, imens și conceput ca o epopee, a fost primit cu aclamații, câștigând 11 nominalizări la Oscar, foarte multe premii, printre care și cinci Globuri de Aur.
Coloana sonoră a filmului a fost compusă de compozitorul italian Nino Rota, inclusiv și melodia principală a filmului, "Speak Softly Love".
Acesta este prima parte dintr-o trilogie, fiind urmat de filmele Nașul: Partea a II-a și Nașul: Partea a III-a.
"Filmul Nașul, realizat cu consilieri de specialitate, aduce pe ecran povestea ascensiunii, a decăderii și a noii ascensiuni a unei familii mafiote din New York. Nașul înseamna trei ore de film dur, adesea șocant, un portret realist și necruțător al cartelului crimei organizate devenit omniprezent în SUA, creionat fără nici o reținere. Toți actorii sunt uimitori și creează personaje de neuitat, până și în rolurile secundare." - The Motion Picture Guide

## Distribuție

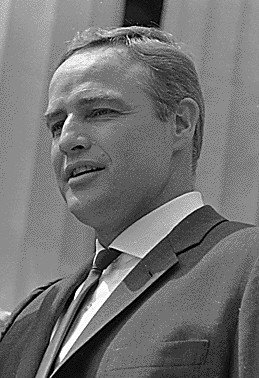
Marlon Brando ca Don Vito Corleone
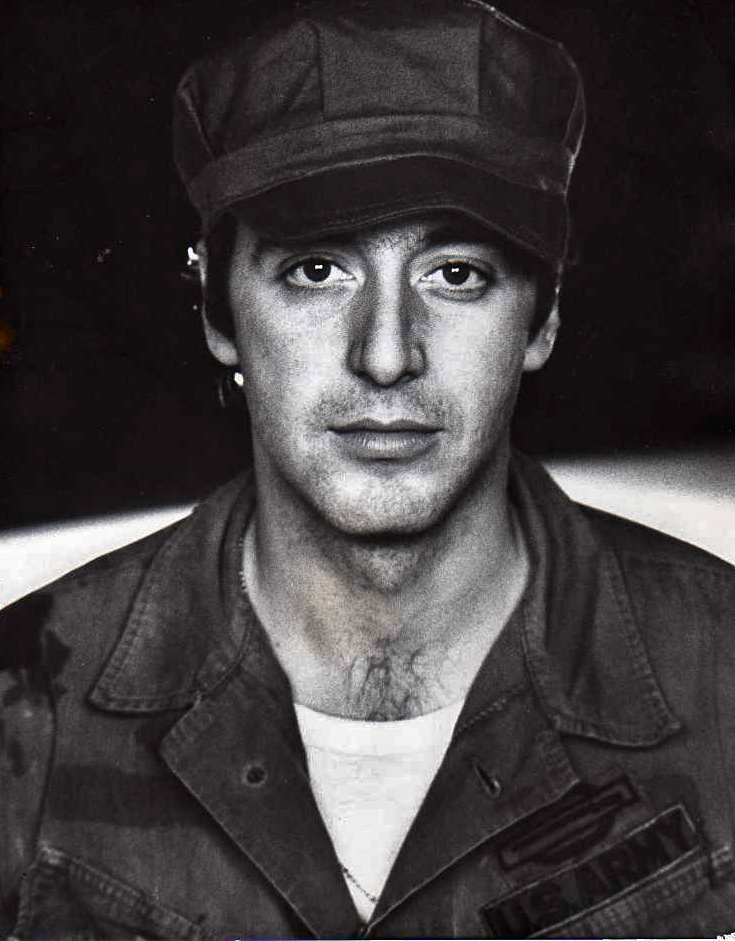
Al Pacino ca Michael Corleone
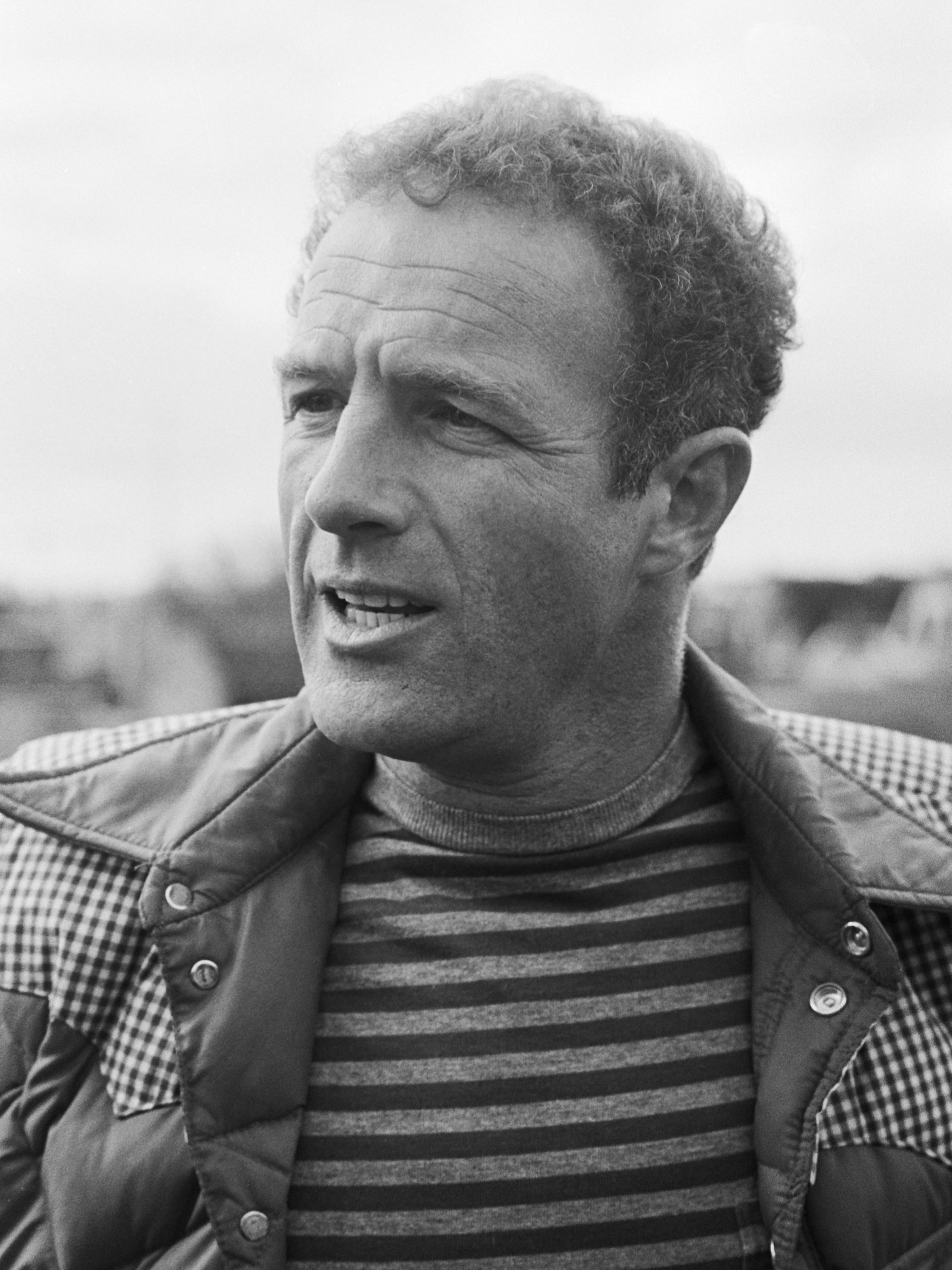
James Caan ca Sonny Corleone
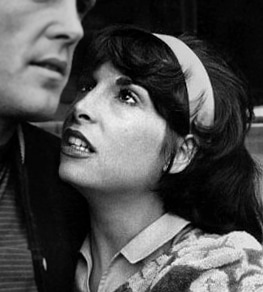
Talia Shire ca Connie Corleone
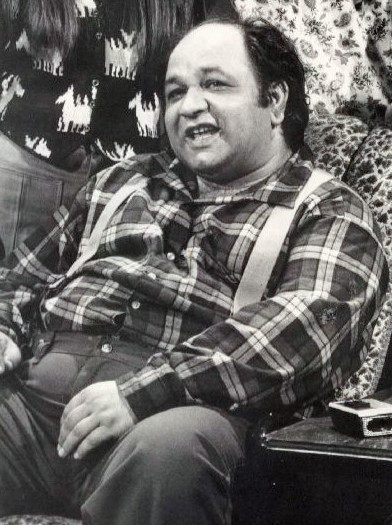
Richard S. Castellano ca Pete Clemenza
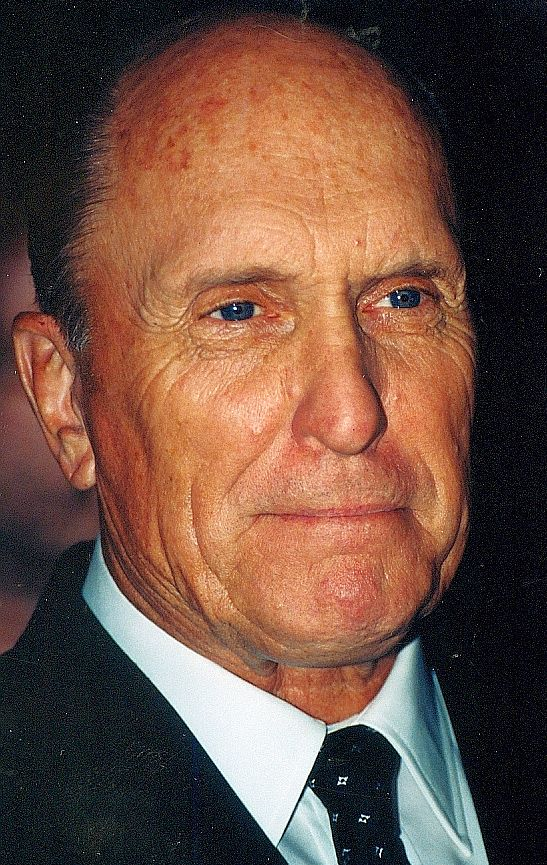
Robert Duvall ca Tom Hagen
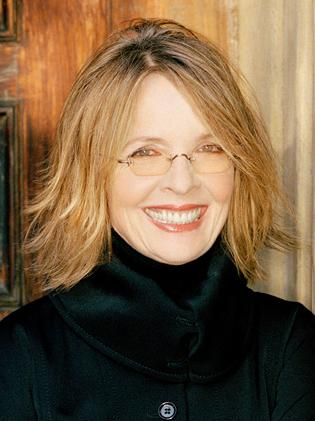
Diane Keaton ca Kay Adams

| Actor                 | Personaj                   |
| --------------------- | -------------------------- |
| Marlon Brando         | Don Vito Corleone          |
| Al Pacino             | Michael Corleone           |
| James Caan            | Santino "Sonny" Corleone   |
| Richard S. Castellano | Pete Clemenza              |
| Robert Duvall         | Tom Hagen                  |
| Sterling Hayden       | Capt. Mark McCluskey       |
| John Marley           | Jack Woltz                 |
| Richard Conte         | Emilio Barzini             |
| Al Lettieri           | Virgil "The Turk" Sollozzo |
| Diane Keaton          | Kay Adams                  |
| Abe Vigoda            | Salvatore "Sally" Tessio   |
| Talia Shire           | Connie Corleone Rizzi      |
| Gianni Russo          | Carlo Rizzi                |
| John Cazale           | Fredo Corleone             |
| Rudy Bond             | Carmine Cuneo              |
| Al Martino            | Johnny Fontane             |
| Morgana King          | Mama Corleone              |
| Lenny Montana         | Luca Brasi                 |
| John Martino          | Paulie Gatto               |
| Salvatore Corsitto    | Amerigo Bonasera           |
| Richard Bright        | Al Neri                    |
| Alex Rocco            | Moe Greene                 |
| Tony Giorgio          | Bruno Tattaglia            |
| Vito Scotti           | Nazorine                   |
| Tere Livrano          | Theresa Hagen              |
| Victor Rendina        | Philip Tattaglia           |
| Jeannie Linero        | Lucy Mancini               |
| Julie Gregg           | Sandra Corleone            |
| Ardell Sheridan       | Mrs. Clemenza              |
| Simonetta Stefanelli  | Apollonia Vitelli-Corleone |
| Angelo Infanti        | Fabrizio                   |
| Corrado Gaipa         | Don Tommasino              |
| Franco Citti          | Calo                       |
| Saro Urzì             | Vitelli                    |

## Premii
| Premiu                | Categorie                                              | Nominalizare                                              | Rezultat     |
| --------------------- | ------------------------------------------------------ | --------------------------------------------------------- | ------------ |
| Premiul Oscar         | Best Picture                                           | Albert S. Ruddy                                           | Câștigat     |
| Premiul Oscar         | Best Director                                          | Francis Ford Coppola                                      | Nominalizare |
| Premiul Oscar         | Best Actor in a Leading Role                           | Marlon Brando (declined)                                  | Câștigat     |
| Premiul Oscar         | Best Writing Adapted Screenplay                        | Mario Puzo and Francis Ford Coppola                       | Câștigat     |
| Premiul Oscar         | Best Actor in a Supporting Role                        | Al Pacino                                                 | Nominalizare |
| Premiul Oscar         | Best Actor in a Supporting Role                        | James Caan                                                | Nominalizare |
| Premiul Oscar         | Best Actor in a Supporting Role                        | Robert Duvall                                             | Nominalizare |
| Premiul Oscar         | Best Costume Design                                    | Anna Hill Johnstone                                       | Nominalizare |
| Premiul Oscar         | Best Film Editing                                      | William H. Reynolds and Peter Zinner                      | Nominalizare |
| Premiul Oscar         | Best Sound                                             | Charles Grenzbach, Richard Portman and Christopher Newman | Nominalizare |
| Premiul Oscar         | Best Music, Original Dramatic Score                    | Nino Rota                                                 | Disqualified |
| Premiul Globul de Aur | Best Motion Picture - Drama                            | Albert S. Ruddy                                           | Câștigat     |
| Premiul Globul de Aur | Best Director - Motion Picture                         | Francis Ford Coppola                                      | Câștigat     |
| Premiul Globul de Aur | Best Motion Picture Actor - Drama                      | Marlon Brando                                             | Câștigat     |
| Premiul Globul de Aur | Best Motion Picture Actor - Drama                      | Al Pacino                                                 | Nominalizare |
| Premiul Globul de Aur | Best Screenplay                                        | Mario Puzo and Francis Ford Coppola                       | Câștigat     |
| Premiul Globul de Aur | Best Supporting Actor - Motion Picture                 | James Caan                                                | Nominalizare |
| Premiul Globul de Aur | Best Original Score                                    | Nino Rota                                                 | Câștigat     |
| Premiul BAFTA         | Best Actor                                             | Marlon Brando (also for The Nightcomers)                  | Nominalizare |
| Premiul BAFTA         | Best Supporting Actor                                  | Robert Duvall                                             | Nominalizare |
| Premiul BAFTA         | Most Promising Newcomer to Leading Film Roles          | Al Pacino                                                 | Nominalizare |
| Premiul BAFTA         | Best Costume Design                                    | Anna Hill Johnstone                                       | Nominalizare |
| Premiul BAFTA         | Anthony Asquith Award for Film Music                   | Nino Rota                                                 | Câștigat     |
| Premiul Grammy        | Best Original Score for a Motion Picture or TV Special | Nino Rota                                                 | Câștigat     |

## Primire
Regizorul Stanley Kubrick considera că filmul Nașul a fost cel mai bun film din toate timpurile, având și cea mai bună distribuție. Gene Siskel, critic de film al Chicago Tribune i-a acordat filmului 4 stele din 4, considerându-l a fi unul „foarte bun”. Colegul său, Roger Ebert de la Chicago Sun Times, a apreciat pozitiv filmul, deși a criticat prestația lui Brando, considerând că mișcările sale sunt imprecise iar vocea „hârâită”.
Filmul a fost clasificat pe locul 70 în topul 100 Scariest Movie Moments realizat de Bravo.